# Paupisi
Paupisi ist eine italienische Gemeinde (comune) mit 1434 Einwohnern (Stand 31. Dezember 2023) in der Provinz Benevento in Kampanien. Die Gemeinde liegt etwa zwölf Kilometer nordwestlich von Benevent am Taburno Camposauro. Der Calore Irpino bildet die Nordgrenze der Grenze.

## Verkehr
Durch die Gemeinde führt die Strada Statale 372 Telesina von Caianello nach Benevent.